# 투팍 샤커
투팍 아마루 샤커(Tupac Amaru Shakur)(/ˈtuːpɑːk ʃəˈkʊər/, 본명 레산 패리시 크룩스(Lesane Parish Crooks), 1971년 6월 16일 – 1996년 9월 13일), 전문적으로 "투팍(2pac)", "마카벨리(Makaveli)"라고 알려져 있는 그는 미국의 래퍼, 배우였다. 그는 역사상 가장 영향력 있는 래퍼 중 한 명으로 널리 여겨진다."투팍 샤커"는 전 세계적으로 7천 5백만 장 이상의 음반을 판매한 베스트 셀러 음악 아티스트 중 하나이다. 투팍 샤커의 음악의 상당 부분은 도시 내를 괴롭히는 현대 사회 문제를 다룬 것으로 알려져 있으며, 그는 불평등에 대항하는 행동주의의 상징으로 여겨진다.
투팍 샤커는 뉴욕에서 정치 운동가이자 흑표당 당원인 부모 사이에서 태어났다. 그의 어머니 아페니 샤쿠르(Afeni Shakur)에 의해 키워져, 1984년 볼티모어로, 1988년 샌프란시스코 만 지역으로 이주했다. 1991년 데뷔 앨범 "2Pacalypse Now"가 발매되면서 그는 정치 힙합 가사로 웨스트 코스트 힙합계의 중심 인물이 되었다.샤쿠르는 후속 음반 "Strictly 4 My N.I.G.A.Z."(1993)와 "Me Against the World"(1995)로 더욱 비평적이고 상업적인 성공을 거두었다. 그의 RIAA 인증 음반 "All Eyez on Me"(1996)는 힙합 역사상 첫 번째 더블렝스 음반으로, 변덕스러운 갱스터 랩에 대한 그의 자기성찰적인 가사를 버렸다. 샤쿠르는 영화 "쥬스(Juice)"(1992년), "시인 정의(Poetic Justice)"(1993년), "어바웃 더 림(Above the Rim)"(1994년), "총알(Bullet)"(1996년), "그리드록드(Gridlock'd)"(1997년), "갱 관련(Gang Related)"(1997년)에서 주연을 맡으며 배우로서 상당한 성공을 거두었다.
투팍 샤커는 활동 후반기에 뉴욕의 한 녹음 스튜디오 로비에서 5발의 총상을 입었고, 투옥을 포함한 법적 문제를 경험했다. 1995년, 샤쿠르는 성적 학대 혐의로 8개월을 복역했지만, 유죄판결이 내려질 때까지 출소했다. 발매 후, 그는 나이트의 레이블 데스 로우 레코드와 계약을 맺었고, 증가하는 이스트 코스트와 웨스트 코스트 힙합 라이벌 관계에 깊이 관여하게 되었다. 1996년 9월 7일, 샤쿠르는 라스베이거스에서 자동차로 지나가는 총격으로 괴한에게 4발의 총상을 입었다.; 그는 6일 이후 사망하게 된다. 투팍의 친구이자 라이벌인 노토리어스 B.I.G.는 처음에는 공공연한 불화로 용의자로 여겨졌으나, 6개월 후인 1997년 3월 로스앤젤레스를 방문하던 중 또 다른 차량 총격으로 살해되었다.
1999년, 투팍의 두 장의 정규 음반 "Greatest Hits(투팍 샤쿠르 음반)"는 미국에서 RIAA 인증을 받은 그의 두 개의 발매 음반 중 하나이며, 9개의 힙합 음반 중 하나이다. 샤쿠르가 사망한 이후, 비평가들로부터 호평을 받은 그의 사후 앨범 The Don Killuminati를 포함하여, 5개의 앨범이 추가로 발매되었다. 7일 이론 (1996)등을 포함해서 말이다. 그의 예명인 마카벨리(Makveli)로, 모두 미국에서 RIAA 인증을 받았다.2002년, 투팍 샤커는 힙합 명예의 전당에 헌액되었다. 2017년, 그는 첫 번째 로큰롤 명예의 전당에 헌액되었다."Rolling Stone"지는 샤쿠르를 롤링 스톤 역사상 가장 위대한 100명의 아티스트 중 하나로 선정했다.

## 생애
투팍 샤커는 1971년 6월 16일 뉴욕시 어퍼 맨해튼의 이스트 할렘 구역에서 태어났다. 레산 패리시 크룩스(Lesane Parish Crooks)라는 이름이 본명이였으나, 한 살 때 투팍 아마루 샤쿠르(Tupac Amaru Shakur)로 개명하였다. 그의 이름은 잉카 제국의 마지막 통치자의 후손인 투팍 아마루 2세(Túpac Amaru II)의 이름을 따서 지어졌으며, 그는 1781년 스페인 제국에 대항한 투팍 아마루 2세의 반란 이후 페루에서 처형된 인물이다. 샤쿠르의 어머니 아페니 샤쿠르(Afeni Shakur)는 "나는 투팍 샤커가 혁명적이고, 세계 원주민의 이름을 가지기를 원했다. 그가 단지 이웃에서 온 것이 아니라 세계 문화의 일부라는 것을 알기를 원했다."고 말했다.
투팍 샤커는 의붓 형인 모르프레메 "코마니" 샤쿠르와 2살 연하의 이복 여동생인 세키와 샤쿠르(Sekyiwa Shakur)가 있었다.

### 검은 표범의 유산
샤쿠르의 부모인 아페니 샤커(Afeni Shakur)는 노스캐롤라이나에서 앨리스 페이 윌리엄스(Alice Faye Williams)라는 이름으로 태어났다. 그의 친아버지 빌리 갈런드는 1960년대 후반과 1970년대 초반, 뉴욕에서 활동했다. 투팍 샤커가 태어나기 한 달 전, 그의 어머니는 뉴욕에서 팬서 21 형사 재판의 일환으로 재판을 받았다. 그녀는 150개 이상의 혐의에 대해 무죄를 선고 받았다.
1980년대 미국 연방수사국(FBI) 지명 수배자 10인방 가운데, 4년을 보낸 투팍 샤커의 의붓아버지 무툴루 샤커(Mutulu Shakur) 등 흑표당 흑해방군에 가담한 다른 가족들도 중범죄로 유죄판결을 받고 투옥됐다. 무툴루 샤커(Mutulu Shakur)는 1986년 체포되어 1981년 브링크스 강도사건으로 유죄판결을 받았으며, 그 기간 동안 경찰관과 경비원들이 살해당했다.
투팍 샤커의 대부모인 엘머 "제로니모" 프랫(Elmer "Geronimo" Pratt), 흑표범 갱단의 고위층이였던 그는 1968년 강도사건 당시 학교 교사를 살해한 혐의로 유죄 판결을 받았다. 감옥에서 27년을 보낸 후, 검찰이 그의 무죄를 입증하는 증거를 숨겼기 때문에 그의 유죄 판결은 뒤집혔다.
투팍 샤커의 대모인 아사타 샤쿠르는 흑인 해방군 출신으로 뉴저지 주 경찰 1급 살해 혐의로 유죄판결을 받았고 지금도 FBI의 수배 중이다.

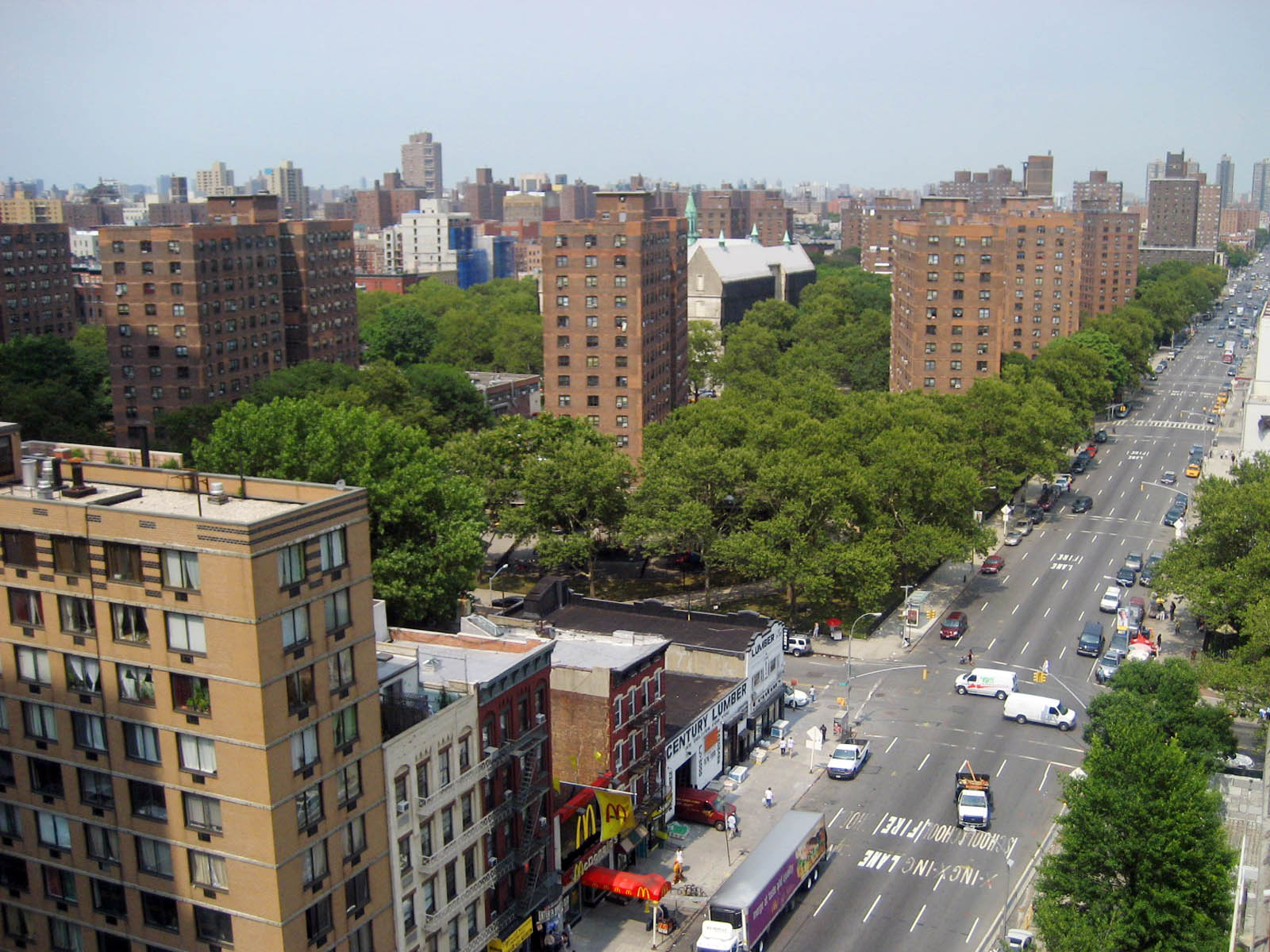
투팍이 태어난 뉴욕시의 이스트 할렘

### 교육
1980년대, 투팍 샤커의 어머니는 일자리를 구하기가 어려웠고 그녀는 마약 중독으로 고생했다. 1984년 그의 가족은 뉴욕에서 메릴랜드주 볼티모어로 이사했다. 그는 롤랜드 파크 중학교에서 8학년을 다녔고, 그 후 폴 로렌스 던바 고등학교 (메릴랜드 볼티모어)에서 9학년을 다녔다.그는 10학년 때 볼티모어 예술 학교로 전학을 가서 연기, 시, 재즈, 발레를 공부했다.그는 셰익스피어의 희곡에서 시대를 초월한 주제를 묘사했는데, 지금은 갱 워페어(gang warfare)에서 볼 수 있으며, 그는 "호두까기 인형" 발레에서 마우스 킹 역할을 떠올렸다.
투팍은 볼티모어 예술학교(Baltimore School for the Arts)에서 배우 제다 핑켓 스미스(Jada Pinkett Smith)와 친구가 되었다. 그의 친구 다나 "마우스" 스미스(Dana Mouse Smith)와 함께 그는 학교에서 가장 뛰어난 랩퍼로 알려진 대회에서 우승했다. 유머로 잘 알려진 그는, 모든 군중들과 잘 어울릴 수 있었다. 그는 케이트 부시(Kate Bush), 컬처 클럽(Culture Club), 시네이드 오코너(Sinéad O'Connor), (U2) 등 다양한 음악을 들었다.
볼티모어 젊은 공산 주의자 리그 USA(Baltimore Young Communist League USA)와 연결되어 있다.투팍 샤커는 미국 공산당 지부장의 딸과 사귀었다.
1988년 투팍은 샌프란시스코 베이 에어리어에 있는 가난한 지역 사회인 마린 시티로 이사했다. 인근 캘리포니아주 밀 밸리에서 그는 타말파이스(Tamalphis) 고교에 다녔고, 그곳에서 여러 연극 제작에 출연했다. 투팍은 고등학교를 졸업하지 않았지만, 후에 GED를 취득했다.

## 음악적 커리어

### MC 뉴욕
사커는 1989년, MC 뉴욕이라는 예명으로 녹음을 하기 시작한다. 그 해, 그는 레일라 스타인버그(Leila Steinberg)의 시 수업에 참여하기 시작했고, 그녀는 곧 그의 매니저가 되었다. 스타인버그는 투팍 샤커와 그의 랩 그룹 Strictly Dope를 위해 콘서트를 조직했다. 스타인버그는 랩 그룹 디지털 언더그라운드의 매니저인 아트론 그레고리(Atron Gregory)와 샤쿠르를 계약하는 데 성공했다. 1990년 그레고리는 그를 로디 겸 백업 댄서로 언더그라운드에 배치했다.

### 디지털 언더그라운드
1991년 1월, 투팍 샤커는 2pac이라는 예명으로 인더스코프 레코드(Interscope Records) 산하의 새로운 레코드 레이블, 디지털 언더그라운드(Digital Underground)에서 데뷔한다. 1991년 1월 싱글 "Same Song", 디지털 언더그라운드에 수록된 이 노래는, 1991년 영화인 댄 에이크로이드(Dan Aykroyd), 존 캔디(John Candy), 쉐비 체이스(Chevy Chase), 데미 무어(Demi More)가 주연을 맡은 "Nothing but Trouble (1991년 영화)"애 수록되었다. 이 곡은 샤쿠르가 뮤직비디오에 나오는 동안, 1991년 1월 그룹의 EP "This Is a EP Release"를 열었다.
투팍은 디지털 언더그라운드의 초창기에 래퍼인 랜디 스트레치 워커(Randy "Stretch" Walker)를 알게 되었다. 그는 그의 형제와 함께, 폐하로 불리며, 그리고 한 친구는 랩 그룹이자 제작팀인 라이브 스쿼드(Live Squad)로 뉴욕 퀸스에서 EP로 데뷔했다. 스트레치(Stretch)는 1991년 디지털 언더그라운드의 음반 "Sons of the P"의 수록곡에 수록되었다. 빠른 친구가 된 투팍과 스트레치(Stretch)는 종종 함께 녹음하고 공연했다.

### "투파칼립스 나우(2Pacalypse Now)"
투팍의 데뷔 앨범인 "투파칼립스 나우(2Pacalypse Now)"-는 1979년 영화 "아포칼립스 나우(Apocalypse Now)"를 암시한다-1991년 11월 초반에, 3개의 싱글을 발매할 예정이였다. 나스(Nas), 에미넴(Eminem), 게임(래퍼), 그리고 탈립 (Talib Kweli)같은 몇몇 유명 래퍼들은 이를 영감으로 삼는다. "If My Homie Calls"와 "Brenda's Got a Baby"는 싱글 "Traped (2Pac 노래)"와 "Brenda's Got a Baby"가 사회경제적 불이익 속에서 개인의 투쟁을 시적으로 묘사하고 있다.
댄 퀘일 미국 부통령은 "이런 기록이 나올 이유가 없다. 우리 사회에는 설 자리가 없다."라고 부분적으로 반응했다. 투팍은 자신이 오해받고 있다는 것을 깨닫고 부분적으로 "나는 단지 젊은 흑인 남성들에게 영향을 미치는 것들에 대해 랩을 하고 싶었다. 제가 그 말을 했을 때, 저는 제가 모든 젊은 흑인 남성들을 위한 모든 블랑쉬와 히트를 감수하고, 젊은 흑인 남성들을 위한 언론의 발길질 역할을 하기 위해 제 자신을 묶을 줄은 몰랐습니다."라고 말했다.}} 어쨌든, "2Pacalypse Now"는 50만 장이 팔린 골드 인증을 받았다. 이 음반은 현재와 관련이 있다고 알려진 도시 블랙의 우려를 다루고 있다.

### Strictly 4 My N.I.G.G.A.Z...
샤쿠르의 두 번째 음반 "Strictly 4 My N.I.G.G.A.Z..."는 1993년 2월에 발매되었다. 비판적이고 상업적인 발전으로, 그것은 팝 앨범 차트인 빌보드 200에서 24위로 데뷔했다.전체적으로 좀 더 하드코어한 음반으로, 투팍 샤커의 사회정치적 관점을 강조하고 있으며, 메탈릭한 제작 품질을 가지고 있다. "Last Wordz"라는 노래에는 N.W.A.의 공동 작사자인 "Ice Cube(아이스 큐브)"가 등장한다. 자신의 솔로 앨범에서 새롭게 무장한 A의 "Fuck tha Police"가 정치 랩을 했다,그리고 1992년 6월 밴드 바디 카운트(Body Count)의 트랙 "Cop Killer (노래)"로 논란을 일으킨 갱스터 래퍼 아이스-T가 있다.
비닐 발매에서, 사이드 A는 1번 트랙부터 8번 트랙까지 "블랙 사이드(Black Side)", "사이드 B(side B)"는 9번 트랙부터 16번 트랙까지 다크 사이드이다. 그럼에도 불구하고 이 앨범에는 디지털 언더그라운드의 "Shock G"와 "Money-B"가 등장하는 파티 애국가인 "I Get Around (Tupac Shakur song)"가 수록되어 있어 투팍 샤커의 인기 있는 돌파구를 마련하여, 팝 싱글 차트인 빌보드 핫 100에서 11위에 올랐다. 그리고 그것은 또 다른 히트곡인 "Keep Ya Head Up"의 낙관적인 연민을 담고 있다.이 음반은 플래티넘 인증을 받아 백만 장이 팔릴 것이다. 2004년 기준으로 사후에 발매된 음반과 컴필레이션 음반을 포함한 투팍 샤커의 음반 중 "Strictly 4 My N.I.G.A.Z."는 약 136만 6천 장의 판매량으로 10위를 기록했다.

### 떠그 라이프(Thug Life)

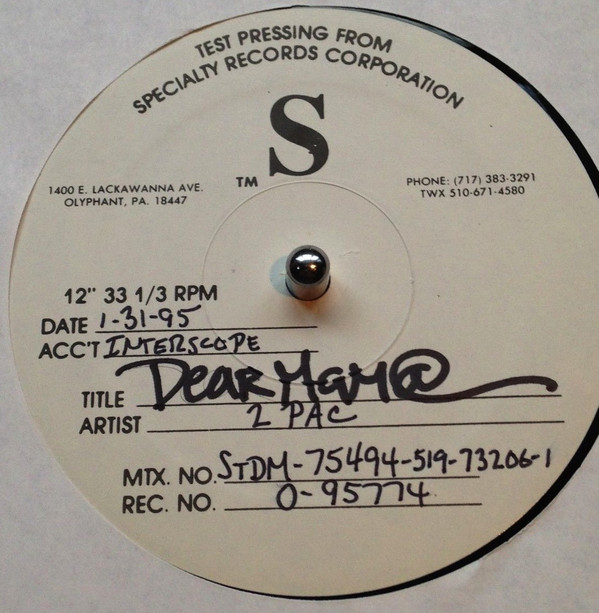
"Dear Mama"의 테스트 프레스 싱글: 플래티넘 싱글은 힙합 역사상 가장 높은 순위를 기록한 곡들 중 하나이다.

1993년 말, 투팍 샤커는 타이러스 "빅 샤이크" 히메스(Tyrus "Big Syk" Himes), 디론 "마카도시스" 리버스(Diron "Macadoshis" Rivers), 그의 의붓형제 모프림 샤쿠르(Mopreme Shakur), 월터 "레이티드 R" 번스(Walter "Rated R" Burns)와 함께 그룹 Thug Life를 결성했다. 서그 라이프(Thug Life)는 오직 1994년 10월 11일, "서그 라이프: 볼륨 1(Thug Life: Volume 1)" 골드 부문을 수상한 앨범을 포함하고 있다. 이 음반에는 투팍 샤커의 음반 "All Eyez on Me"의 상당 부분을 프로듀싱한 조니 "J" 잭슨(Johnny "J" Jackson)이 프로듀싱한 싱글 〈Pour Out a Little Licle〉이 수록되어 있다. 보통 서그 라이프(Thug Life)는 투팍 샤커 없이 라이브 공연을 했다.
이 트랙은 1994년 영화 "오버 더 림(Above the Rim)"의 사운드트랙에도 등장한다. 당시 갱스터 랩이 거센 비판을 받고 있었기 때문에, 이 음반의 원래 버전은 폐기되었고, 이 음반은 대부분 새로운 트랙으로 다시 만들어졌다. 그러나 투팍은 스트레치와 함께 1994년 소스 어워드에서 발매되지 않은 첫 번째 계획된 싱글 "Out on Bail"을 공연했다.

### 비기, 그리고 주니어 마피아(Biggie and Junior M.A.F.I.A.)
1993년, 로스앤젤레스를 방문하는 동안, 노토리어스 B.I.G.는 지역 마약상에게 투팍 샤커를 소개시켜 달라고 요청했고, 그들은 즉시 친구가 되었다.이 둘은 투팍 샤커가 뉴욕이나, 노토리어스 B.I.G.가 로스앤젤레스로 갔을 때 친분을 쌓았다. 이 기간 동안, 투팍 샤커는 자신의 라이브 쇼에서 비기를 무대 위로 불러 그와 스트레치와 함께 랩을 했다. 그들은 함께 "Runnin' from tha Police"와 "House of Pain"을 녹음했다.
보도에 따르면, 비기는 투팍 샤커에게 관리를 부탁했고, 투팍 샤커는 숀 콤스가 그를 스타로 만들 것이라고 조언했다.그러나 그동안 투팍 샤커의 생활방식은 아직 자리를 잡지 못한 비기에 비해 상대적으로 사치스러웠다. 투팍 샤커는 비기가 자신의 사이드 그룹인 Thug Life에 합류하는 것을 환영했지만, 대신 브루클린의 친구 릴 스텝(Lil' Step)과 릴 킴(Lil' Kim)과 함께 자신의 사이드 그룹인 주니어 마피아(the Junior M.A.F.I.A.)를 결성했다. 투팍 샤커는 1994년 쿼드 스튜디오에서 총에 맞은 후 비기와 사이가 틀어졌다.

### "세상에 반응하는 나(Me Against the World)"
투팍 샤커의 세 번째 음반 《Me Against the World》는 1995년 3월 투옥 당시 발매되었다. 이 음반은 현재 그의 걸작으로 칭송받고 있으며, 일반적으로 가장 위대하고 가장 영향력 있는 랩 음반 중 하나이다. 이 앨범은 빌보드 200에서 1위로 데뷔했고 첫 주에 24만 장이 팔리며 솔로 남성 래퍼로서 당시 최고 판매 기록을 세웠다.
1995년 2월에 발매된 싱글 "Dear Mama"는 "Old School"을 A사이드와 B사이드로 구성했다.이 곡은 이 음반의 가장 성공적인 싱글로, 핫 랩 송 차트에서 1위를 차지했고, 빌보드 핫 100에서 9위를 기록했다. 7월에는 플래티넘 인증을 받았다. 이는 1995년 빌보드 연말 핫 100에 51위를 기록했다. 두 번째 싱글인 "So Many Tears"는 1995년 6월에 발매되어 핫 랩 싱글 차트에서 6위, 핫 100에서 44위에 올랐다.1995년 8월, 마지막 싱글 "Temptions (노래)"가 발매되었다. 이 곡은 핫 100에서 68위, 핫 R&B/힙합 노래에서 35위, 그리고 핫 랩 싱글에서 13위에 올랐다. 몇몇 연예인들은 "유혹" 뮤직비디오에 출연함으로써 투팍 샤커에 대한 지지를 보여주었다.
샤쿠르는 1996년 소울 트레인 뮤직 어워드에서 최우수 랩 앨범을 수상했다. 2001년, 이 음반은 미국에서 약 300만 장이 팔리면서 그의 전체 음반 판매량 중 4위를 차지했다.

### "올 아이즈 온 미(All Eyez on Me)"
샤쿠르가 1995년에 수감되는 동안, 그의 어머니는 집을 잃을 뻔했다. 샤쿠르는 아내 케이샤 모리스(Keisha Morris)가 로스앤젤레스에 있는 데스 로 레코드의 설립자 스게 나이트와 접촉하도록 했다. 보도에 따르면 샤쿠르의 어머니는 즉시 15,000달러를 받았다. 8월 뉴욕주 북부에 있는 클린턴 교정 시설을 방문한 후,나이트는 제2회 연례 소스 어워드 시상식에 참석하기 위해 뉴욕으로 남하했다. 한편, 데스 로우(Death Row)와 배드 보이 레코드(Bad Boy Records) 사이에 이스트 코스트-웨스트 코스트 힙합 라이벌 관계가 형성되고 있었다. 1995년 10월 나이트는 감옥에 있는 샤쿠르를 다시 방문했고 140만 달러의 채권을 발행했다. 투팍 샤커는 로스앤젤레스로 돌아와 1994년 12월 유죄판결의 항소가 계류된 채 데스 로우에 합류했다.
샤쿠르의 4번째 앨범 "All Eyes on Me"는 1996년 2월 13일에 발매되었다. 이 음반은 샤쿠르가 데스 로우와 계약한 세 개의 음반 중 두 개를 만난 랩의 첫 번째 더블 음반이었고, 다섯 개의 싱글이 수록되었다. 이 앨범에는 샤쿠르가 이전의 정치적 메시지를 남기고 갱스터 라이프스타일에 대해 랩을 하는 모습이 담겨 있다. 눈에 띄는 프로듀싱으로, 이 음반은 더 많은 파티 트랙을 가지고 있고 종종 개선적인 톤을 가지고 있다. 음악 저널리스트 케빈 파월은 샤쿠르가 감옥에서 풀려나자 더욱 공격적이 되었고, "완전히 변신한 사람 같았다"고 언급했다.
투팍 샤커는 R&B/Hip-Hop Albums 차트와 팝 앨범 차트인 "빌보드" 200에서 모두 1위를 기록한 두 번째 앨범으로, 첫 주에 566,000장이 팔렸고, 4월에는 RIAA 인증 5배 멀티 플래티넘이었다. 싱글 "How Do U Want It"과 "California Love"는 빌보드 핫 100에서 1위에 올랐다. 데스 로우(Death Row)는 샤쿠르의 디스 트랙 "Hit 'Em Up"을 비앨범 B-side로 발매했다. 이 독설에서, "Bad Boy Killer"는 "배드 보이 비기(Bad Boy-Biggie)", "퍼피(Puffy)", "주니어 마피아(Junior M.A.F.I.A)"와 같은 모든 것들과, 랩 듀오 Mobb Deep와 Chino XL과 같은, 투팍 샤커의 분쟁에 대해 언급했던 것으로 알려진 모든 것에 대한 폭력적인 보복을 위협한다.
"All Eyez on Me"는 1997년 소울 트레인 뮤직 어워드에서 R&B/Soul 올해의 랩 앨범상을 수상했다. 1997년 아메리칸 뮤직 어워드에서 샤쿠르는 페이버릿 랩/힙합 아티스트를 수상했다. 이 음반은 1998년 6월에 9배 멀티 플래티넘 인증을 받았고, 2014년 7월에는 10배 인증을 받았다.

### 사후 앨범
그가 죽을 때, 5번째와 마지막 솔로 앨범은 "The Don Killuminati: The 7 Day Theory", 마구벨리(Makaveli)라는 무대 이름으로 거의 마무리되었다.1996년 8월, 이는 1주일 만에 녹음되어 그해 발매되었다.가사는 3일 만에 쓰고 녹음했고, 믹싱은 4일이 더 걸렸다. 2005년, MTV.com은 "The 7 Day Theory"를 힙합 역사상 가장 위대한 음반 중 9위로 선정했다. 2006년에는 클래식 앨범을 냈다. 상처와 분노, 사색, 복수를 통한 그것의 독특한 독기는 많은 팬들에게 반향을 불러일으켰다..
데스 로우 레코드의 당시 홍보 담당 이사였던 조지 "파파 G" 프라이스(George "Papa G" Pryce)에 따르면, 이 음반은 "언더그라운드"를 위한 것이었고, 아티스트가 살해되기 전에는 발매를 위한 것이 아니었다. 이 음반은 "빌보드 (잡지)"의 탑 R&B/힙합 앨범 차트에서 1위를 차지했고, "빌보드" 200에서는 "돈 킬루미나티(The Don Killuminati)" 차트가 올뮤직(AllMusic)에서 정점을 찍었다. 이 음반은 그 해에 발매된 앨범 중 두 번째로 높은 판매량을 기록했다. 1999년 6월 15일, 이는 4배 멀티 플래티넘 인증을 받았다.
사후 음반은 기록되어 있다. 내용은 다음과 같다:
- R U Still Down? (1997)
- Greatest Hits (1998)
- Still I Rise (1999)
- Until the End of Time (2001)
- Better Dayz (2002)
- Loyal to the Game (2004)
- Pac's Life (2006)[95]

## 필름 커리어
샤쿠르의 첫 영화 출연은 1991년 디지털 언더그라운드의 카메오 출연작인 "아무것도 아닌 트러블"이었다. 1992년, 그는 "쥬스(Juice, 1992년 영화)에서 전투적이고 잊혀지지 않는 인물인 가상의 롤랜드 비숍을 연기했다. 롤링스톤(Rolling Stone)의 피터 트래버스(Peter Travers)는 그를 "영화에서 가장 매력적인 인물"이라고 부른다.
1993년, 샤쿠르는 존 싱글턴(John Singleton)의 로맨스 영화 "시적 정의 (Poetic Justice, 영화)"에서 재닛 잭슨과 함께 출연했다. 싱글턴(Singleton)은 1995년 영화 "고등 교육(Higher Learning)"에서 샤쿠르를 해고했다.그가 체포된 후 영화 제작사가 영화에 자금을 대주지 않았기 때문이다. 2001년에 개봉한 영화 "베이비 보이(Baby Boy)"의 주인공으로, 싱글턴은 원래 샤쿠르를 염두에 두고 있었다. 궁극적으로 세트 디자인은 주인공의 침실에 샤쿠르 벽화를 포함하며, 영화의 악보에는 샤쿠르의 노래 "하일 메리(Hail Mary, 2Pac의 노래)"가 포함되어 있다.
앨런 휴즈 감독은 1993년 영화 "사회와의 위협(Menace II Society)"에서 샤리프 역을 맡았으나, 샤쿠르가 대본과 어긋난다는 이유로 샤리프를 폭행하자 샤리프 역을 대신했다. 그럼에도 불구하고, 2013년에 휴즈(Hughes)는 샤쿠르가 "영화보다 더 컸기 때문에" 다른 배우들보다 더 빛났을 것이라고 평가한다.
샤쿠르는 1994년 영화 "어바웃 더 림(Above the Rim)"에서 갱스터인 가상의 버디(Birdie)를 연기했다.몇몇 역할들, 버디(Birdie)역은 샤쿠르가 1994년 영화 "어바웃 더 림(Above the Rim)"에 희해 연기되었고, By some accounts, the role Birdie, played by Shakur in the 1994 film "Above the Rim", 전 뉴욕 마약 딜러인 자크 "아이티안 잭" 아간트(Jacques "Haitian Jack" Agnant)로 모델링 되어 래퍼들을 관리 및 홍보했다.샤쿠르는 퀸즈 나이트클럽에서 그를 소개받았다. 보도에 따르면, 노토리어스 B.I.G.는 샤쿠르에게 그를 피하라고 충고했지만, 샤쿠르는 그 경고를 무시했다.  아이티인 잭을 통해 샤쿠르는 음악 매니저를 겸한 마약 딜러인 제임스 "지미 헨치먼" 로즈먼드("Jimmy Henchman" Rosemond)를 만났다.
샤쿠르가 사망한 직후, 샤쿠르가 주연한 세 편의 영화인 "총알(Bullet, 1996년 영화), "그리드락(Gridlock'd, 1997년 영화), "갱 릴레이티드(Gang Related, 1997년 영화)이 개봉되었다.

## 1994년 쿼드 스튜디오 촬영
1994년 11월 30일, 뉴욕에서 론 G의 믹스테이프를 위한 구절을 녹음하는 동안, 샤쿠르는 반복적으로 그의 삐삐에 정신이 팔려 있었다. 음악 매니저 제임스 "지미 헨치맨" 로즈먼드("Jimmy Henchman" Rosemond)는 샤쿠르에게 그의 의뢰인 리틀 숀(Little Shawn)의 한 구절을 녹음하기 위해 그날 밤 타임스퀘어에 있는 쿼드 스튜디오에 들르라고 7천 달러를 제안했다고 한다.샤쿠르는 확신이 없었지만 소송 비용을 상쇄하기 위해 현금이 필요했기 때문에 회의에 동의했다. 그는 스트레치와 한 두 명과 함께 도착했다. 로비에서 세 명의 남자가 총구를 겨누며 강도질을 하고 그를 때렸다; 샤쿠르는 저항했고 총에 맞았다. 샤쿠르는 그 총격은 모함이었다고 추측했다.
의사의 조언에 반하여 샤쿠르는 수술 후 몇 시간 후에 메트로폴리탄 병원 센터를 떠났고, 여배우 재스민 가이(Jasmine Guy)의 집으로 몰래 가서 요양했다. 다음날 샤쿠르는 자신의 성적 학대 사건에 대한 배심원의 평결을 받기 위해 휠체어에 붕대를 감은 채 맨해튼 법원에 도착했다. 샤쿠르는 25,000달러의 채권을 발행했고, 이후 몇 주 동안 가이의 집에서 어머니와 개인 의사의 보살핌을 받으며 지냈다. 이슬람 과실과 흑표당 전 당원들은 그를 보호하기 위해 보초를 섰다.

### 노토리어스 B.I.G.와 관련된 고소장을 작성하다
1995년, 샤쿠르는 바이브 잡지와의 인터뷰에서 숀 콤스를 고발했다, 제임스 로즈먼드(James Rosemond), 그리고 노토리어스 B.I.G.는 1994년 11월 강도 및 총기 난사 사건을 준비하거나 비밀에 부치도록 했다. "바이브"는 피고인의 이름을 알렸다. 숀 콤스(Sean Combs)와 비기(Biggie)가 당시 쿼드 스튜디오(Quad Studios)에 있었고, 몇 달 뒤인 1995년 컴스(Combs)와 노토리어스 B.I.G.가 "Who Shot Ya?"를 발표했지만, 이 노래는 샤쿠르를 직접 언급하거나 이름을 짓지 않았다. 그리고 그들이 책임질 수 있다고 생각했기 때문에 그는 "Hit 'Em Up"이라는 직접 디스 곡을 발표했는데, 그는 월리스(Wallace), 콤스(Combs), 배드 보이 레코드( Bad Boy Records, 그들의 소유 레이블), 주니어 M.A.F.I.A.(Junior M.A.F.I.A.)를 목표로 삼았고, "Hit 'Em Up"의 마지막 부분에서 그는 모브 딥과 치노 XL을 언급한다.
2008년 3월, 로스앤젤레스 타임스(Los Angeles Times)의 척 필립스(Chuck Philips)는 1994년 매복과 총격에 대해 보도했다. 이 신문은 나중에 사기죄로 유죄 판결을 받은 한 남자가 제공한 위조된 것으로 밝혀진 FBI 문서에 부분적으로 의존했기 때문에 이 기사를 철회했다. 2011년 6월, 브루클린(Brooklyn)에 수감된 유죄판결을 받은 살인자 덱스터 아이작(Dexter Isaac)은 자신이 헨치만(Henchman)의 명령으로 샤쿠르를 강탈하고 총으로 쏜 무장괴한 중 한 명이었다고 자백했다.필립스는 이삭을 자신의 한 사람으로 지목했고, 기사의 이름이 알려지지 않은 출처를 철회했다.

## 개인사
1995년 잡지 "바이브(Vibe)"와의 인터뷰에서 샤쿠르는 감옥에 있는 동안 자신을 돌봐주던 사람들 중 한 명으로 자다 핑켓, 재스민 가이, 트레이치, 미키 루크. 샤쿠르는 또한 마돈나가 지지적인 친구였다고 언급했다. 마돈나는 나중에 그들이 1994년에 사귀었다고 밝혔다.
샤쿠르는 볼티모어 예술학교(Baltimore School)에 다니는 동안 자다 핑켓(Jada Pinkett)을 만났다. 그녀는 그의 뮤직 비디오 "Keep Ya Head Up"과 "Temptions"에 출연했다.그녀는 또한 그의 "캘리포니아 러브(California Love)" 뮤직 비디오의 컨셉을 생각해냈고, 그것을 감독할 계획이었지만, 그녀는 프로젝트에서 자신을 제외했다. 1995년, 핑켓(Pinkett)은 성적 학대 유죄 판결에 대한 항소를 기다렸기에, 샤쿠르(Shakurs)의 보석을 위해 10만 달러를 기부했다. 샤쿠르는 핑켓(Pinkett)에 대해 "자다(Jada)는 내 마음이다. 그녀는 내 평생의 친구가 될 것이다; 그리고 핑켓(Pinkett)은 그가 "나의 가장 친한 친구 중 하나"라고 말했다. 그는 마치 형제 같았다. 그것은 우리에게 우정을 초월하는 것이었다. 우리 사이는 평생 단 한 번뿐이에요."라고 말했다.
1994년 샤쿠르가 총에 맞은 후, 그는 재스민 가이(Jasmine Guy)의 집에서 요양했다. 그들은 1993년 시트콤 "또 다른 세계(A Different World)"에 게스트로 출연하는 동안 만났다. 가이(Guy)는 뮤직 비디오 "Temptions"에 출연했고, 이후 2004년 어머니의 전기 아페니 샤쿠르: 혁명가의 진화("Afeni Shakur: Evolution of a Revolutionary)"를 썼다.
샤쿠르는 둘 다 1990년 퍼블릭 에너미 투어에서 로디였을 때 트레치와 친구가 되었다. 그는 1992년 Nature의 뮤직 비디오 "Uptown Anthem"에서 카메오로 출연했다. 트레치(Treach)는 샤쿠르와 함께 그의 곡 "5 Deadly Venomz"를 작업했고 그의 뮤직 비디오 "Temptions"에 출연했다. 트레치(Treach)는 1996년 샤쿠르를 위한 공공 추모식에서 연설하기도 했다.
샤쿠르와 미키 루크는 1994년에 영화 "불렛(Bullet, 1996년 영화)"을 촬영하면서 유대감을 형성했다. 루르케(Rourke)는 샤쿠르(Shakur)가 "어떤 매우 힘든 시간 동안 나를 위해 있었다"고 회상했다.
샤쿠르는 마이크 타이슨(Mike Tyson), 척 D, 짐 캐리, 앨라니스 모리셋을 포함한 다른 유명인사들과 친분을 쌓았다. 1996년 4월, 샤쿠르는 모리셋(Morrissette), 스눕 독(Snoop Dogg), 그리고 쑤지 나이트(Suge Knight)와 함께 레스토랑을 열 계획이라고 말했다.
1995년 4월 29일, 투팍 샤커는 당시 여자 친구였던 게이샤 모리스와 결혼했다. 그들의 결혼은 10개월 후에 무효가 되었다.
1993년 "더 소스(The Source)"에 실린 인터뷰에서 샤쿠르는 음반 제작자 퀸시 존스가 배우 페기 립튼과 인종간 결혼을 했다고 비판했다. 그들의 딸 라시다 존스(Rashida Jones)는 성난 공개 편지로 대답했다.샤쿠르는 1996년에 사귀기 시작한 여동생 키다 존스(Kidada Jones)에게 사과했다. 샤쿠르(Shakur)와 존스(Jones)는 밀라노에서 열린 남성 패션 위크에 참석했고 베르사체 패션쇼를 위해 함께 런웨이를 걸었다.샤쿠르가 총에 맞았을 때 존스(Jones)는 라스베가스에 있는 그들의 호텔에 있었다.

## 법률 문제

### 성폭행 사건, 징역형, 항소 및 석방
1993년 11월, 투팍 샤커와 다른 두 남자는 샤쿠르의 호텔 방에서 한 여성을 소돔으로 만든 혐의로 뉴욕에서 기소되었다. 아야나 잭슨은 맨해튼 나이트클럽의 공개 댄스 플로어에서 샤쿠르에게 구강성교를 한 후, 다음 날 그녀는 샤쿠르, 음반사 간부인 자크 "아이티안 잭" 아간트(Jacques "Haitian Jack" Agnant), 샤쿠르의 도로 관리인 찰스 풀러(Charles Fuller), 그리고 네 번째 남자(a fourth man)가 각각에 대해 합의되지 않은 구두 성관계를 강요했을 때 그의 호텔 방으로 갔다.샤쿠르는 호텔 방에서 총기 2개가 발견돼 불법 총기 소지 혐의도 받았다. "아르세니오 홀 쇼(The Arsenio Hall Show)"와의 인터뷰에서 샤쿠르는 자신이 평생 여성 가정에서 자랐고 여성들에 둘러싸여 있었기 때문에 "내가 그녀에게서 뭔가를 빼앗았다고 비난할 것"이라고 상처받았다고 말했다.
1994년 12월 1일, 샤쿠르는 비역 3건과 총기 관련 혐의에 대해 무죄를 선고받았지만, 호텔 방에서 "강제적으로 여성의 엉덩이를 만졌다"는 이유로 2건의 1급 성적 학대에 대해 유죄 판결을 받았다. 배심원들은 증거의 부족이 소도미적인 유죄 판결을 방해한다고 말했다.
1995년 2월, 그는 "힘없는 여성에 대한 잔혹한 폭력 행위"를 비난한 판사로부터 징역 18개월에서 4+1⁄2년형을 선고받았다. 샤쿠르의 변호인은 이 판결이 유죄 판결과 보석금 부과에 대해 "비합법적"이라고 설명했다; 백만 달러는 "모순"이라는 것이다. 샤쿠르의 고소인은 나중에 샤쿠르를 상대로 1000만 달러의 징벌적 손해배상을 요구하는 민사소송을 제기했고, 이는 곧 화해(소송)가 되었다.
1994년 11월, 샤쿠르가 성적 학대로 유죄 판결을 받은 후, 자크 아간트(Jacques Agnant)의 사건은 불구속 상태에서 경범죄로 종결되었다.A.J. 벤자는 "뉴욕 데일리 뉴스(New York Daily News)"에서 샤쿠르가 아그넌트(Agnant)에 대해 새로운 경멸을 가했다고 보도했다. 보도에 따르면 샤쿠르는 자신의 고소인이 1994년 쿼드 스튜디오 촬영의 배후에 있는 아그넌트(Agnant) 및 제임스 로즈먼드(James Rosemond)와 관련이 있다고 믿고 성관계를 가졌다고 한다.
샤쿠르는 1995년 2월 14일 클린턴 교정 시설 내에서 성적 학대 혐의로 복역하기 시작했다; 그는 또한 Rikers Island에서 요양하는 데 몇 달을 보냈다. 수감 중 대마초와 술버릇 때문에 경력이 진행되면서 할 수 없었던 독서를 다시 시작했다. 이탈리아의 철학자 니콜로 마키아벨리의 "군자(The Prince)"와 중국의 군사 전략가 손자의 "손자병법"은 샤쿠르의 철학, 전쟁철학, 군사전략에 대한 관심을 불러일으켰다.1995년 4월 4일, 샤쿠르는 그의 오랜 여자친구인 케이샤 모리스(Keisha Morris)와 결혼했다.;그 결혼은 나중에 무효가 되었다. 감옥에 있는 동안 샤쿠르는 짐 캐리, 프레디 폭스, 마돈나, 토니 댄자, 트레이치, 솔트 앤 페퍼(Salt-N-Pepa)의 수장 솔트(Salt)와 편지를 교환했다. 그는 샤쿠르가 독방에서 풀려나는 것을 도운 알 샤프턴(Al Sharpton)의 방문도 받았다.
1995년 10월, 사법심판 계류 중, 샤쿠르는 뉴욕에 수감되었다. 10월 12일, 데스 로우 레코드의 CEO인 Suge Knight가 그의 140만 달러의 채권을 발행하도록 주선하자, 그는 최고 보안기관인 Dannemora (타운)의 클린턴 교정 시설에서 그의 유죄판결을 호소하는 과정에서 결합했다. 1996년 4월 5일, 샤쿠르는 도로 청소 작업에 나타나지 않음으로써 석방 조건을 위반했다는 이유로 징역 120일을 선고받았다. 그러나 6월 8일, 그의 선고는 다른 사건들에 대한 상고를 통해 연기되었다.

### 1993년애틀랜타에서의 총격
1993년 10월 31일, 샤쿠르는 비번인 경찰관 두 명 마크 휘트웰(Mark Whitwell)과 스콧 휘트웰(Scott Whitwell) 형제을 총으로 쏴 애틀랜타에서 체포되었다. 애틀랜타 경찰은 이들 형제가 아내와 함께 길을 건너던 중 샤쿠르가 탄 차에 치일 뻔 한 뒤 총격 사건이 발생했다고 주장했다.그들이 운전자와 말다툼을 할 때 샤쿠르의 차가 멈추었고 샤쿠르는 휘트웰 부부의 엉덩이와 복부를 쐈다. 하지만, 휘트웰 부부가 흑인 운전자를 괴롭히고 인종적 비방을 내뱉었다는 상반된 진술이 있다. 일부 목격자들에 따르면, 샤쿠르와 그의 수행원들은 마크 휘트웰(Mark Whitwell)이 먼저 그들에게 총을 쐈을 때 정당방위 차원에서 발포했다고 한다.
샤쿠르는 두 건의 가중 폭행 혐의로 기소되었다. 마크 휘트웰은 샤쿠르의 차를 향해 발포한 혐의와 수사관들에게 거짓 진술을 한 혐의로 기소되었다. 스콧 휘트웰(Scott Whitwell)은 조지아주 헨리 카운티 경찰 증거실에서 훔친 총을 소지하고 있었다고 시인했다.검찰은 결국 양측에 대한 모든 혐의를 취하했다.마크 휘트웰(Mark Whitwell)은 총격 사건이 발생한 지 7개월 만에 경찰에서 물러났다. 두 형제는 샤쿠르를 상대로 민사 소송을 제기했다.;마크 휘트웰의 소송은 법정 밖에서 해결되었고, 스콧 휘트웰의 200만 달러 소송은 1998년 래퍼의 재산에 대한 채무 불이행 판결을 받았다.

### 기타 형사사건 또는 민사사건

#### 1991년 오클랜드 경찰국 소송
1991년 10월, "2Pacalypse Now"가 발매되기 한 달 전, 오클랜드 경찰국 경찰관 2명이 샤쿠르를 무단횡단 혐의로 제지했다. 경찰은 그의 이름이 미국인처럼 들리지 않자 그의 이름을 물었고, 그는 그들에게 대답했고 경찰은 그의 얼굴을 긁으며 잔인하게 굴었다.샤쿠르는 오클랜드 경찰국을 상대로 천만 달러의 소송을 제기했다. 그 사건은 약 43,000달러에 대한 소송이였다.

#### 경범죄 폭행죄
1993년 4월 5일, 샤쿠르는 미시간 주립 대학교에서 열린 콘서트에서 그룹 M.A.D.의 래퍼 챈시 윈에게 마이크를 던지고 야구 방망이를 휘둘렀다고 한다. 샤쿠르는 배트가 자신의 쇼의 일부이며 범죄 의도는 없었다고 주장했다. 그럼에도 불구하고, 1994년 9월 14일 샤쿠르는 경범죄에 대해 유죄를 인정했고, 30일의 징역형을 선고받았고, 그 중 20명은 정직, 35시간의 사회봉사 명령을 받았다.
1993년 휴즈 브라더스의 영화 "메나이스 2 소사이어티(Menace to Society)"에서 샤리프 역으로 출연하기로 예정되어 있던 샤쿠르는 영화 감독 중 한 명인 앨런 휴즈를 폭행한 혐의로 배우 본트 스위트(Vonte Sweet)로 대체되었다. 1994년 초, 샤쿠르는 폭행으로 유죄 판결을 받은 후 15일 동안 감옥에서 복역했다. 검찰 측 증거로는 샤쿠르가 "메니스 II 소사이어티(Menace II Society) 감독을 구타했다"고 자랑하는 《요! MTV 랩스》 인터뷰가 있었다.

#### 1995년 잘못된 사형 소송
1992년 8월 22일, 마린 시티에서 샤쿠르는 축제에서 야외 공연을 했다. 공연이 끝난 후 약 한 시간 동안 그는 사인을 하고 사진을 찍기 위해 포즈를 취했다. 분쟁이 일어났고 샤쿠르는 합법적으로 운반된 콜트 무스탕(Colt Mustang)을 지녔으나, 땅에 떨어뜨렸다고 한다. 샤쿠르는 그것이 실수로 방전되었을 때 누군가 그와 함께 그것을 주웠다고 주장했다.
약 100 야드(90m) 떨어진 학교 운동장에서 자전거를 탄 6세 소년 카이드 워커 틸(Qa'id Walker-Teal)이 이마에 치명상을 입었다.경찰은 샤쿠르에게 등록된 38구경 권총과 총알을 일치시켰다. 그의 의붓형제 모리스 하딩은 총기를 발사한 혐의로 체포되었지만, 어떠한 혐의도 제기되지 않았다. 증인의 부족이 기소를 방해했던 것이1995년, 카이트의 어머니는 샤쿠르를 상대로 억울한 죽음 소송을 제기했고, 이는 약 30만 달러에서 50만 달러로 해결되었다.

#### C. 들로레스 터커(C. Delores Tucker) 소송
시민권 운동가이자 열렬한 랩 비평가 C. 들로레스 터커는 샤쿠르의 사유지를 연방법원에 고소하면서 "How Do You Want It"과 "Wonda Why Why They Call U Bitch"의 가사가 감정적인 고통을 주고, 비방이며, 샤쿠르의 사생활을 침해했다고 주장했다. 그 사건은 나중에 기각되었다.

## 죽음

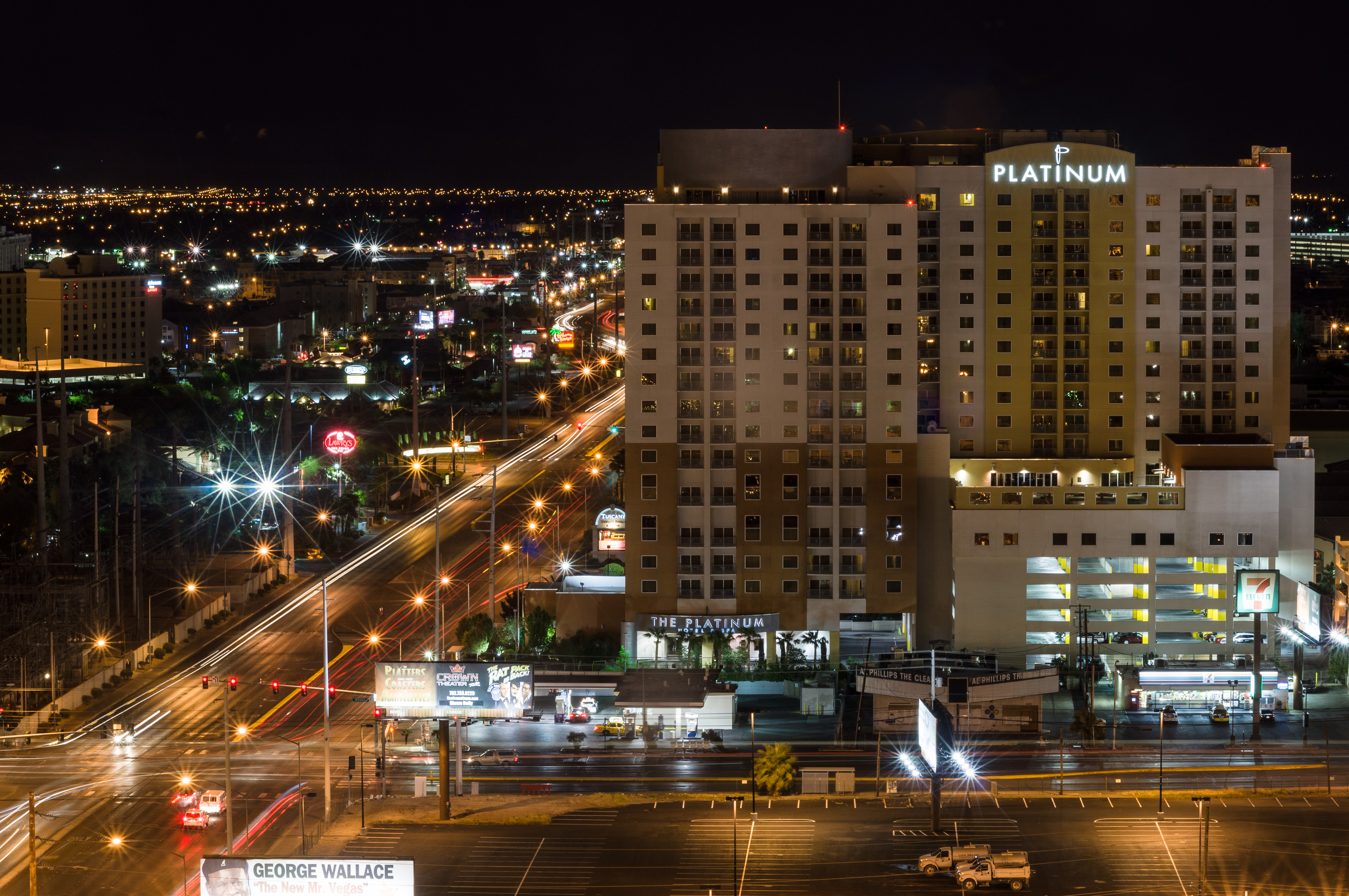
살인사건이 발생한 동플라밍고 로드(East Flamingo Road)와 코발 레인(Koval Lane)

1996년 9월 7일 밤, 투팍은 사업 파트너 트레이시 대니얼 로빈슨(Tracy Danielle Robinson)의 생일을 축하하기 위해 네바다 주 라스베이거스에 있었다. 그리고 브루스 샐던과 마이크 타이슨의 MGM 그랜드 라스 베가스에서의 복싱 매치에 참석했다.그 후 로비에서, 그들 일행 중 누군가가 Southside Compton Crips로 추정되는 올랜도 앤더슨(Orlando Anderson)을 발견했는데, 그는 최근 쇼핑몰에서 데스 로우 레코드의 메달로 자신의 목 체인을 낚아채려 했다고 고발되었다. 호텔의 폐쇄회로 텔레비전 화면에는 앤더슨에 대한 뒤이은 폭행 장면이 나온다. 샤쿠르는 곧 호텔 방에 들렀고, 슈그 나이트와 함께 검은색 BMW E38 세단을 타고, 데스 로우 나이트클럽인 662번 클럽으로 향했다.
밤 11시쯤, 라스베이거스 대로에서 자전거를 탄 경찰이 시끄러운 음악과 번호판이 없다는 이유로 차를 세웠다. 번호판은 트렁크에서 발견됐고, 차는 표도 없이 풀려났다.오후 11시 15분 경, 정지 신호등에서 흰색 4도어 최신형 세단이 조수석 쪽으로 다가오자, 탑승자 한 명이 재빨리 차를 향해 총을 쏘았다. 샤쿠르는 총 4번 피격당했다:팔 한번, 허벅지 한 번, 가슴 두 번. 하나의 총알은 그의 오른쪽 폐를 관통했다. 파편은 동승자 슈그 나이트의 머리를 때렸다. 투팍의 경호원이였던 프랭크 알렉산더(Frank Alexander)는 당시 차 안에 없었다. 그는 투팍의 여자친구 키다다 존스의 차를 운전하는 임무를 받았다고 말할 것이였다.
투팍은 남부 네바다에 있는 대학 의료 센터로 옮겨져 심한 진정제를 맞고 생명 유지 장치를 달았다. 1996년 9월 13일, 투팍은 오후 중환자실에서 내출혈로 사망했다.그는 오후 4시 3분에 사망선고를 받았다. 공식적인 사인은 호흡부전과 다수의 총상을 동반한 심폐소생술이다. 샤쿠르의 시신은 다음날 화장되었다. "무법자(Outlawz)"의 멤버들은 그의 노래 "Black Jesus"의 가사를 부르며, 그의 유골 일부를 마리화나에 함께 말아 피웠다.(비록 예술가의 문자 그대로의 의미에 대한 시도에 대해 불확실하지만, 요청을 진지하게 해석하기로 선택함)
2002년, 조사 저널리스트 척 필립스는 1년간의 작업 후, 사우스사이드 콤프턴 크립인 앤더슨은 권투 경기 후 MGM 호텔에서 쉬게와 샤쿠르의 수행원들에게 공격을 받아 치명적인 총격을 가했지만, 라스베이거스 경찰은 그가 관련 없는 총격으로 사망하기 전에 단 한 차례만 그를 인터뷰했다고 "로스앤젤레스 타임스(Los Angeles Times)"에 보도했다. 필립스의 2002년 기사는 또한 Notoriious B.I.G.와 몇몇 사람들이 뉴욕시의 범죄 지하세계에 연루되었다는 주장을 하고 있다. 앤더슨과 월리스 둘 다 관련성을 부인했고 월리스는 확인된 알리바이를 제공했다. 음악 저널리스트 존 릴런드는 "뉴욕 타임스"에서 이 증거에 대해 "결론이 없다"고 말했다.
2011년 미국 정보자유법을 통해 FBI는 투팍과 다른 래퍼들에 대한 살해 협박을 포함한 유대인 방위 연맹의 강탈 계획을 기술한 수사 관련 문서를 공개했지만, 투팍과 그의 살해에 직접적인 연관성은 언급하지 않았다.

## 유산과 기억
샤쿠르는 역사상 가장 영향력 있는 래퍼 중 한 명으로 여겨진다. 그는 힙합 문화에서 중요한 인물로 널리 인정받고 있으며, 대중 문화에서 일반적으로 그의 두각을 나타내었다.About.com에서 활동했던 닷다시(Dotdash)는 그를 최고의 래퍼들 중 5위에 올리면서도 "투팍 샤커는 역사상 가장 영향력 있는 힙합 아티스트이다. 죽음에도 불구하고, 2Pac은 여전히 초월적인 랩 피규어로 남아 있습니다."라고 말했다. 하지만 어떤 사람들에게는 "아버지"였지만, 래퍼 YG는 "모든 레벨에서 더 나아지고 싶게 만든다"고 말했다.
올뮤직(AllMusic)의 스티븐 토마스 얼와인은 샤쿠르를 "갱스랩의 순교자일 것 같지 않은 순교자"라고 묘사했고, "샤쿠르는 범죄 생활 방식의 궁극적인 대가를 치렀다."고 말했다. 샤쿠르는 스눕 독과 함께 1990년대 최고의 미국 래퍼 중 한 명으로 묘사되었다.온라인 랩 매거진 "All Hip Hop"은 뉴욕 랩 듀오 몹 딥(Mobb Deep)와의 투어 경험을 인용하여 뉴욕 래퍼 코메가가 "비기는 뉴욕을 운영했다. "투팍은 미국을 움직였다"라고 광범위한 평가를 내린 2007년 원탁회의를 열었다.

2010년, 《롤링 스톤》지가 샤쿠르를 "100명의 위대한 아티스트" 중 86위로 선정하면서, 뉴욕 래퍼 50센트는 다음과 같이 평가했다. 
"90년대에 자란 모든 래퍼는 투팍에게 빚을 졌어요. 그의 음악은 저보다 앞선 시대의 것처럼 들리지 않았습니다."

 음악 저널리스트 척 필립스(Chuck Philips)에 따르면, 샤쿠르는 "현재 세계적인 힙합 현상의 발판을 마련하면서, 랩을 조잡한 길거리 유행에서 복잡한 예술 형태로 끌어올리는 데 도움을 주었다."라고 말했다. 필립스는 "이 살해는 현대 음악의 가장 웅변적인 목소리들 중 하나인 도시 소외에 대한 이야기가 모든 인종과 배경을 가진 젊은이들을 사로잡은 빈민가 시인을 침묵시켰다"고 썼다.그를 인지하는 수많은 팬들을 통해,그의 행동이 의심스러운데도 불구하고,순교자 마이클 에릭 다이슨은 "순교자의 축소는 순교자의 사용을 감소시킨다"고 인정했다. 그러나 다이슨은 "더 전통적인 순교자들에 의해 실망한 사람들의 눈에 투팍의 순교에는 피해를 주지 않고 그 비판의 일부 또는 심지어 대부분이 인정될 수 있다"고 덧붙였다.
2014년, BET는 "그의 여성 남성, 폭력배, 혁명가, 시인의 혼란스러운 혼합은 래퍼가 어떻게 보여야 하는지에 대한 우리의 인식을 영원히 바꾸어 놓았다"고 설명했다. 50센트(50 Cent), 자 룰(Ja Rule), 릴 웨인, 프레디 깁스(Freddie Gibbs) 같은 신참들, 그리고 그의 친구가 된 경쟁자 노토리어스 B.I.G.조차도, 투팍이 역대 MC 중 가장 많이 복사된 MC라는 것을 쉽게 알 수 있다. 뉴욕, 브라질, 시에라리온, 불가리아, 그리고 수많은 다른 곳에 그의 모습이 새겨진 벽화가 있다; 그는 심지어 아틀란타와 독일에도 그의 동상이 있다. 아주 간단히 말해서, 투팍이 그랬던 것처럼 세계의 관심을 사로잡은 래퍼는 아직 없다."라고 말했다. 간단히 말해서, 그의 사후 출판된 그의 글들은 래퍼 YG가 학교로 돌아가 GED를 받도록 영감을 주었다. 2020년, 전 캘리포니아 상원의원이자 현 부통령인 카말라 해리스는 샤쿠르를 "살아있는 최고의 래퍼"라고 불렀는데, 이는 "웨스트 코스트 소녀들이 투팍 샤커가 살아있다고 생각하기 때문"이라고 설명했다.

### 투팍 아마루 샤쿠르 재단
1997년, 투팍 샤커의 어머니는 투팍 샤커 가족 재단을 설립했다. 나중에 투팍 아마루 샤쿠르 재단(TASF)으로 개명하여 "창의적 재능을 향상시키기를 열망하는 학생들에게 훈련과 지원을 제공"한다는 사명을 가지고 출범하였다. TASF는 에세이 대회, 자선 행사, 청소년들을 위한 공연 예술 데이 캠프, 그리고 학부 장학금을 후원한다. 2005년 6월, TASF는 조지아주 스톤 마운틴에 투팍 아마루 샤쿠르 센터를 열었고. 2015년에 문을 닫았다.

### 학술적 평가
1997년 캘리포니아 대학교 버클리는 "역사 98: 투팍 샤쿠르의 시와 역사(History 98: Poetry and History of Tupac Shakur)"라는 제목의 강좌를 개설했다. 003년 4월, 하버드 대학교는 심포지엄 "All Eyez on Me: Tupac Shakur and the Search for the Modern Folk Hero"를 공동 후원했다.제시된 논문들은 2006년 4월 16일, 오락에서부터 사회학에 이르기까지 그의 폭넓은 영향력을 다루고 있다. 영국 학자인 마크 앤서니 닐(Mark Anthony Neal)은 그를 "터그 나이거 지식인(Thug Nigga Intellectual)", "유기적 지식인(walking contradiction)"이라고 부르며 그의 죽음을 "힙합 아티스트들 사이에 리더십 공백(leadership void amongst hip-hop artists)"을 남긴 것으로 평가했다.
샤쿠르의 신화적 지위를 추적한 머레이 포먼은 "투팍을 천상의 생명력으로 부활시키는 것"이라는 디지털 매체를 사용하여 "O.G." 또는 "Ostefully Gone"이라고 팬들과 논의하였다.음악 학자인 에밋 프라이스는 그를 "흑인 민속 영웅(Black folk hero)"이라고 불렀고, 그의 인격을 노예제 폐지 이후 도시의 "나쁜 사람(bad-man)"으로 발전한 흑인 민속의 사기꾼들로 추적했다. 그러나 투팍 샤커의 "끔찍한 긴박감"에서 프라이스는 대신 "마음, 몸, 정신을 통합"하려는 추구를 확인했다.

### 멀티미디어 발매
2005년, 데스 로우(Death Row)는 그의 마지막 라이브 공연인  "Tupac: Live at the House of Blues"를 1996년 7월 4일 DVD로 발매했다. 2006년 8월, 자말 요셉(Jamal Joseph, 작가)의 "인터랙티브 생애 전기"인 "Tupac Shakur Legacy"은 이전에 출판되지 않은 가족 사진, 친밀한 이야기, 그리고 그의 손으로 쓴 노래 가사, 계약서, 대본, 시, 그리고 다른 논문들의 20개 이상의 분리 가능한 복사본과 함께 도착했다. 2006년 투팍 샤커의 음반 "Pac's Life"가 발매되었고, 이전 음반과 마찬가지로 음반 업계에서 가장 인기 있는 음반 중 하나였다. 2008년에 그의 재산은 약 1,500만 달러를 벌었다.
2012년 4월 15일 코첼라 뮤직 페스티벌에서 래퍼 스눕 독과 닥터 드레가 투팍 샤커의 "hologram"에 합류했다. (언론에서 이 기술을 홀로그램이라고 언급했지만, 엄밀히 말하면 뮤션 아이라이너로 만들어진 프로젝션이었다.)또한 투팍 샤커의 노래 "Hail Mary"와 "2 of Amerikaz Most Wanted"를 공연했다. 투어에 대한 이야기가 있었다, 하지만 닥터 드레는 거절했다.한편, 1998년에 발매된 "Greatest Hits" 앨범이 2000년에 팝 앨범 차트인 빌보드 200을 떠나면서 129위에 올랐고, 다른 샤쿠르 앨범과 싱글들도 판매 수익을 올렸다.

### 영화 및 무대
다큐멘터리 영화 "Tupac: Resurrection"은 2003년 11월에 개봉되었다. 이는 제77회 아카데미상 다큐멘터리 장편 부문에 후보로 올랐다.
2014년, 투팍 샤커의 가사를 원작으로 한 연극 "Holler If Ya Hear Me"가 브로드웨이에서 공연되었지만, 최근 브로드웨이에서 가장 많이 팔린 뮤지컬 중에서는 단 6주 만에 공연되었다.2013년부터는 투팍 샤커의 전기 영화 "All Eyez on Me (영화)"가 2015년 12월 애틀랜타에서 촬영을 시작했다. 2017년 6월 16일 투팍 샤커의  46번째 생일날 발매되었다.
2019년 8월, 휴즈 브라더스가 감독한 텔레비전 다큐멘터리는 다음과 같다. "Outlaw: The Saga of Afeni and Tupac Shakur"가 발표되었다.

### 미발표 작품
2022년 3월 30일, 투팍 샤커의 초기 작품 중 하나인 하이쿠 시의 미발표 소책자가 소더비에 의해 20만 달러에서 30만 달러까지 경매되었다.투팍 샤커는 11살 때 자말 조셉(Jamal Joseph)과 다른 3명의 흑표당원들이 리븐워스(Leavenworth) 교도소에 수감되어 있는 동안 이 소책자를 쓰고 삽화를 그렸다. 투팍 샤커는 어린 나이에도 블랙 파워 운동, 집단 감금, 인종, 남성성과 같은 주제를 다루었다. 책자에는 투팍 샤커가 잠을 자고, 손에 펜을 들고 흑표범이 감옥에서 풀려나는 꿈을 꾸는 자화상이 그려져 있으며, 하트와 함께 "미래의 자유투사 투팍 샤커"라는 문구가 서명돼 있다.
A dream is lovely.(꿈은 아름답다.)

You drift to another land.(당신은 다른 세계로 드리프트 할 수 있다.)

I dream in the night.(나는 밤에 꿈을 꾼다.)

### 수상 및 명예
2002년, 투팍 샤커는 힙합 명예의 전당에 헌액되었다. 2004년, 투팍 샤커는 제1회 힙합 아너스에 수상하였다.
2006년 샤쿠르의 절친한 친구이자 같은 반 친구였던 "제다 핑켓 스미스(Jada Pinkett Smith)"는 고등학교 모교인 볼티모어 예술학교에 100만 달러를 기부하고 그를 기리기 위해 새 극장의 이름을 지었다. 2021년, 핑켓 스미스는 투팍 샤커의 50번째 생일을 축하하기 위해 투팍 샤커부터 받은 한번도 본 적이 없는 시를 발표했다.
2009년 바티칸은 "a Greatest Hits(투팍 샤커의 앨범, 1998년 사후 앨범)" 수록곡인 "Changes (투팍 샤커의 노래)'를 온라인 플레이리스트에 추가했다.2010년 6월 23일, 미국 의회도서관은 세 번째 랩/힙합 곡인 "Dear Mama"를 미국 음반 등록부에 추가했다.
2015년, L.A.의 그래미 박물관 라이브는 투팍 샤커를 위한 전시회를 열었다.
자격을 얻은 첫 해, 투팍 샤커는 2017년 4월 7일, 로큰롤 명예의 전당에 헌액되었다.
2022년 1월, L.A.의 캔버스에서 "투팍 샤커: 내가 자유로울 때 깨워줘" 전시회가 열렸다.

#### 순위
- 2002: "포브스"는 투팍 샤커를 최고 수익을 올린 유명 인사 중 10위로 선정했다.[242]
- 2003: MTV 시청자들은 투팍 샤커를 최고의 MC로 뽑았다.[243]
- 2005: 투팍 샤커는 바이브의 온라인 투표에서 "역대 최고의 10대" 1위로 뽑혔다.[244]
- 2006: MTV 스태프는 그를 "역대 최고의 MC" 목록에서 2위에 올렸다.[89]
- 2012: "The Source" 잡지는 그를 "톱 50 작사가" 중 5위로 선정했다.[245]
- 2007: 로큰롤 명예의 전당은 "All Eyez on Me"를 90위에, "Me Against the World"를 170위에 올렸다.[246]
- 2010: "Rolling Stone"지는 샤쿠르를 "가장 위대한 100명의 아티스트" 중 86위로 선정했다.[202]
- 2020: "All Eyez on Me"는 롤링 스톤이 선정한 역사상 가장 위대한 음반 500장 중 436위에 올랐다.[247]

## 디스코그래피
스튜디오 앨범
- 2Pacalypse Now (1991)
- Strictly 4 My N.I.G.G.A.Z... (1993)
- Me Against the World (1995)
- All Eyez on Me (1996)

포스트휴먼 스튜디오 앨범
- The Don Killuminati: The 7 Day Theory (1996) (as Makaveli)
- R U Still Down? (Remember Me) (1997)
- Until the End of Time (투팍 샤커의 앨범)U (2001)
- Better Dayz (2002)
- Loyal to the Game (2004)
- Pac's Life (2006)

콜라보레이션 앨범
- Thug Life: Volume 1 Thug Life와 함께 (1994)

포스트휴먼 콜라보레이션
- Still I Rise (앨범) Outlawz와 함께 (1999)

## 필모그래피
| 연도 | 제목                                 | 역할                     | 참고                                                               |
| ---- | ------------------------------------ | ------------------------ | ------------------------------------------------------------------ |
| 1991 | Nothing but Trouble                  | Himself (가상 맥락)      | 그룹 디지털 언더그라운드(Digital Underground)의 일원으로 잠깐 등장 |
| 1992 | Juice (1992년도 영화)                | Roland Bishop            | 첫 주연                                                            |
| 1993 | Poetic Justice (영화)                | Lucky                    | Janet Jackson와 공동 출연                                          |
| 1993 | A Different World                    | Piccolo                  | Episode: Homie Don't Ya Know Me?                                   |
| 1993 | In Living Color                      | Himself                  | Season 5, Episode: 3                                               |
| 1994 | Above the Rim                        | Birdie                   | Duane Martin와 공동 출연. 그의 생전 마지막 영화 출연               |
| 1995 | Murder Was the Case: The Movie       | Sniper                   | 신용불량자; 부분: "Natural Born Killaz"                            |
| 1996 | Saturday Night Special               | Himself (게스트 호스트)  | 1 episode                                                          |
| 1996 | Saturday Night Live                  | Himself (게스트 호스트)  | Episode: "Tom Arnold (배우)"/Tupac Shakur"                         |
| 1996 | Bullet (1996년도 영화)               | Tank                     | 투팍 사커 사망 한 달만에 출시                                      |
| 1997 | Gridlock'd                           | Ezekiel "Spoon" Whitmore | 투팍 사커 사망 네 달만에 출시                                      |
| 1997 | Gang Related                         | Detective Jake Rodriguez | 영화에서의 투팍 샤커의 마지막 연기                                 |
| 2001 | Baby Boy (영화)                      | Himself                  | 아카이브 영상                                                      |
| 2003 | Tupac: Resurrection                  | Himself                  | 아카이브 영상                                                      |
| 2009 | Notorious (2009년 영화)              | Himself                  | 아카이브 영상                                                      |
| 2015 | Straight Outta Compton (2015년 영화) | Himself                  | 아카이브 영상                                                      |
| 2017 | All Eyez on Me (영화)                | Himself                  | 아카이브 영상                                                      |

### 영화 속 인물 묘사
| 연도 | 제목                                     | 각본                 | 참고                              |
| ---- | ---------------------------------------- | -------------------- | --------------------------------- |
| 2001 | Too Legit: The MC Hammer Story           | Lamont Bentley       | MC Hammer 생애 다큐멘터리         |
| 2009 | Notorious (2009년 영화)                  | Anthony Mackie       | 노토리어스 B.I.G. 생애 다큐멘터리 |
| 2015 | Straight Outta Compton (영화)            | Marcc Rose           | N.W.A 생애 다큐멘터리             |
| 2016 | Surviving Compton: Dre, Suge & Michel'le | Adrian Arthur        | Michel'le 생애 다큐멘터리         |
| 2017 | All Eyez on Me (영화)                    | Demetrius Shipp, Jr. | 투팍 샤커 생애 다큐멘터리         |

### 다큐멘터리
투팍의 생애는 여러 다큐멘터리에서 탐구되었는데, 특히 아카데미상 후보에 오른 "Tupac: Resurrection"(2003)이 가장 두드러졌다.
- 1997: Tupac Shakur: Thug Immortal
- 1997: Tupac Shakur: Words Never Die (TV)
- 2001: Tupac Shakur: Before I Wake...
- 2001: Welcome to Deathrow
- 2002: Tupac Shakur: Thug Angel
- 2002: Biggie & Tupac
- 2002: Tha Westside
- 2003: 2Pac 4 Ever
- 2003: Tupac: Resurrection
- 2004: Tupac vs.
- 2004: Tupac: The Hip Hop Genius (TV)
- 2006: So Many Years, So Many Tears
- 2015: Murder Rap: Inside the Biggie and Tupac Murders
- 2017: Who killed Tupac?
- 2017: Who Shot Biggie & Tupac?
- 2018: Unsolved: Murders of Biggie and Tupac?
- 2021: The Life & Death of Tupac Shakur[251]

## 참고 목록
- 베스트셀러 음악 아티스트
- 미국에서 가장 많이 팔린 음악 아티스트
- 미국의 살해된 힙합 음악가
- 차트 1위 음반 목록 (미국)
- 1위 히트 목록 (미국)
- 투팍 샤커의 수상 및 후보 목록
- 미국에서 1위를 차지한 아티스트

## 같이 보기
- 가장 많은 음반을 판 음악가 목록